# ГЕС Mercier
ГЕС Mercier – гідроелектростанція у канадській провінції Квебек. Знаходячись перед ГЕС Paugan, становить верхній ступінь каскаду на Гатіно, котра навпроти столиці країни Оттави впадає ліворуч до річки Оттава (є так само лівою притокою річки Святого Лаврентія, що дренує Великі озера).
У 1927 році для накопичення ресурсу в інтересах споруджених на Гатіно гідроелектростанцій значно вище по течії створили велике водосховище Баскатонг. Для цього звели три бетонні гравітаційні греблі на самій Гатіно та її лівому і правому притоках:
- Mercier висотою 29 метрів та довжиною 345 метрів;
- Кастор висотою 26 метрів та довжиною 215 метрів;
- Lacroix-1 висотою 19 метрів та довжиною 383 метри.
Крім того, для утримання сховища знадобились вісім інших споруд – три кам’яно-накидні із земляним ядром та п’ять земляних – висотою від 3,3 до 8,5 метра та загальною довжиною 1315 метрів. Утворений цими греблями та дамбами резервуар має площу поверхні 319 км2 та об’єм 3664 млн м3.
А з 1928-го ще вище по сточищу Гатіно з’явилось водосховище Кабонга, для чого на її правій притоці Gens de Terre (впадає у Баскатонг) звели бетонну гравітаційну греблю Кабонга висотою 9 метрів та довжиною 310 метрів. Разом зі ще сімома допоміжними спорудами висотою від 2 до 8 метрів та довжиною від 29 до 79 метрів вона утримує резервуар з площею поверхні 434 км2 та об’ємом 1560 млн м3, особливістю якого є перебування на водорозділі із верхньою течією річки Оттава. На виході в останню звели ще одну греблю – земляну Barriere висотою 9 метрів та довжиною 264 метри, так що водосховище може здійснювати відпуск ресурсу для потреб одразу двох каскадів – на Оттаві та Гатіно.
Тривалий час у верхній частині сточища Гатіно відбувалось лише накопичення води, допоки у 2007 році біля греблі Mercier не облаштували машинний зал. Тут встановили п’ять турбін типу Каплан загальною потужністю 55 МВт, які використовують напір у 18 метрів.